# (34332) 2000 QU209
2000 QU209 (asteroide 34332) é um asteroide da cintura principal. Possui uma excentricidade de 0.04040160 e uma inclinação de 2.08647º.
Este asteroide foi descoberto no dia 31 de agosto de 2000 por LINEAR em Socorro.